# Superman no cinema
Superman é uma série de filmes e uma franquia de mídia norte-americana baseada no personagem fictício de mesmo nome, um super-herói de histórias em quadrinhos publicadas pela editora estadunidense DC Comics, tem aparecido em vários filmes desde sua criação. O personagem estreou nos cinemas com uma série de curta-metragens animados em 1941, e posteriormente em dois seriados em 1948 e 1950. A Lippert Pictures, um estúdio independente, produziu o primeiro longa-metragem de Superman, Superman and the Mole Men, estrelado por George Reeves, em 1951.
Em 1974, Ilya e Alexander Salkind e Pierre Spengler adquiriram os direitos de distribuição do personagem. Após inúmeros roteiros, Richard Donner foi contratado para dirigir uma nova série de filme, iniciada por Superman (1978). Por discordâncias internas com os Salkind, Donner deixou a produção de Superman II, que foi concluída por Richard Lester. Lester dirigiu também a sequência, Superman III, lançada em 1983. Os Salkind ainda produziram o spin-off Supergirl antes de venderem os direitos de produção a Cannon Films, resultando no criticado Superman IV: The Quest for Peace, de 1987. Ilya Salkind planejou um quinto filme sobre o personagem antes dos direitos serem adquiridos pela Warner Bros. em 1993.
Ao longo de mais de uma década após, a Warner Bros. desenvolveria e cancelaria os filmes Superman Lives (de Tim Burton), Batman vs. Superman (de Wolfgang Petersen) e Superman: Flyby (de J. J. Abrams). Em 2004, Bryan Singer foi contratado para assumir a franquia, lançando Superman Returns em 2006, no qual o super-herói foi interpretado por Brandon Routh. No mesmo ano, foi lançada a versão de Donner de Superman II. Apesar da recepção positiva, a Warner Bros. não mostrou-se satisfeita com a performance de bilheteria de Superman Returns e cancelou os planos de uma sequência. A companhia cinematográfica chegou a planejar um filme da Liga da Justiça, dirigido por George Miller e com D.J. Cotrona como Superman; contudo, o projeto foi arquivado em 2008. A franquia seria reiniciada em 2013 com Man of Steel, dirigido por Zack Snyder, produzido por Christopher Nolan e protagonizado por Henry Cavill. Snyder e Cavill trabalham juntos novamente em Batman v Superman: Dawn of Justice (2016).

## Filmes
| Filme                              | Diretor                           | Roteirista(s)                                                                  | Produtor(es)                                                   | Distribuição      |
| ---------------------------------- | --------------------------------- | ------------------------------------------------------------------------------ | -------------------------------------------------------------- | ----------------- |
| Superman                           | Spencer Gordon Bennet Thomas Carr | Lewis Clay, Royal K. Cole, Arthur Hoerl, George H. Plympton e Joseph F. Poland | Sam Katzman                                                    | Columbia Pictures |
| Atom Man vs. Superman              | Spencer Gordon Bennet             | David Mathews, George H. Plympton e Joseph F. Poland                           | Sam Katzman                                                    | Columbia Pictures |
| Superman and the Mole Men          | Lee Sholem                        | Richard Fielding                                                               | Barney A. Sarecky                                              | Lippert Pictures  |
| Superman                           | Richard Donner                    | Mario Puzo, David Newman, Leslie Newman e Robert Benton                        | Pierre Spengler                                                | Warner Bros.      |
| Superman II                        | Richard Lester                    | Mario Puzo, David Newman, Leslie Newman e Tom Mankiewicz                       | Pierre Spengler                                                | Warner Bros.      |
| Superman III                       | Richard Lester                    | David Newman e Leslie Newman                                                   | Ilya Salkind e Pierre Spengler                                 | Warner Bros.      |
| Superman IV: The Quest for Peace   | Sidney J. Furie                   | Lawrence Konner e Mark Rosenthal                                               | Menahem Golan e Yoram Globus                                   | Warner Bros.      |
| Superman Returns                   | Bryan Singer                      | Michael Dougherty e Dan Harris                                                 | Jon Peters, Bryan Singer e Gilbert Adler                       | Warner Bros.      |
| Man of Steel                       | Zack Snyder                       | David S. Goyer                                                                 | Christopher Nolan, Charles Roven, Emma Thomas e Deborah Snyder | Warner Bros.      |
| Batman v Superman: Dawn of Justice | Zack Snyder                       | Chris Terrio e David S. Goyer                                                  | Deborah Snyder e Charles Roven                                 | Warner Bros.      |
| Superman                           | James Gunn                        | James Gunn                                                                     | James Gunn, Peter Safran                                       | Warner Bros.      |

## Primeiros filmes e cinesseriados

### Curtas animados da Paramount
A primeira aparição do Superman nos cinemas foi em uma série de 17 curta-metragens de animação entre 1941 e 1943. Eles foram lançados pela Paramount Pictures. Dos dezessete, nove foram produzidos por Fleischer Studios e mais oito por seu sucessor, Famous Studios.

### Cinesseriados
As primeiras aparições do Superman em live-action no cinema foram em dois seriados da Columbia Pictures: Superman (1948)|Superman em 1948 e Atom Man vs. Superman em 1950, ambos com Kirk Alyn e Noel Neill.

### Superman and the Mole Men(1951)
Superman and the Mole Men é um filme de super-herói de 1951, estrelado por George Reeves como Superman e Phyllis Coates como Lois Lane. O filme foi produzido por Barney Sarecky e dirigido por Lee Sholem com o roteiro original de Richard Fielding (um pseudónimo para Robert Maxwell e Whitney Ellsworth). Filmado em um orçamento baixo, serviu como um teste para a série de TV sindicalizada Adventures of Superman, para o qual se tornou um episódio piloto de duas partes intitulado "The Unknown People".

## QuadrilogiaSuperman(1978 – 1987)

### Superman(1978)
| |  |  |
| Richard Donner (esquerda) dirigiu Superman e cerca de 75% de Superman II antes de ser substituido por Richard Lester (direita). Lester também dirigiu Superman III e IV. |  |  |

Em 1973, o produtor Ilya Salkind convenceu seu pai, Alexander Salkind, a adquirir os direitos de Superman. Os Salkind contrataram Mario Puzo para produzir roteiro de dois filmes. A proposta incluía ainda contratar Steven Spielberg para assumir a direção, porém, Alexander Salkind rejeitou a ideia por conta do super orçamento de Jaws. Marlon Brando e Gene Hackman foram contratados para interpretarem Jor-El e Lex Luthor, respectivamente, e Guy Hamilton para dirigir o filme. Contudo, Brando sofria censura na Itália por conta de Last Tango in Paris e Hamilton estava impedido de filmar na Inglaterra por débitos com o governo. Os Salkind, então, contrataram Richard Donner para dirigir o primeiro filme. Tom Mankiewicz se encarregou de revisar o roteiro, trazendo um tom mais sério e algumas referências culturais à figura de Jesus Cristo. O ator Christopher Reeve foi contratado como protagonista, apesar do contragosto dos Salkind. O filme foi um sucesso comercial e de crítica, tornando-se um dos mais aclamados filmes do gênero já produzidos.

### Superman II(1980)
A produção dos dois primeiros filmes foi comprometida pelas tensões entre Richard Donner e a família Salkind. Devido ao estouro do orçamento do filme anterior, os produtores decidiram suspender provisoriamente a produção de Superman II e mesclar o clímax deste com o primeiro filme. Apesar do sucesso de Superman, Donner não dirigiu toda a sequência, que foi concluída por Richard Lester. Marlon Brando não fechou para o segundo filme por questões de financiamento, enquanto John Williams preferiu dar continuidade a outros projetos. Superman II foi outro sucesso comercial e de crítica, apesar da competição acirrada com Raiders of the Lost Ark, de George Lucas e Steven Spielberg. Em 2006, atendendo a inúmeras sugestões para produzir sua própria versão de Superman II, Donner lançou Superman II: The Richard Donner Cut, uma edição especial contendo cenas exclusivas do diretor.

### Superman III(1983)
Para o terceiro título da franquia, Ilya Salkind ampliou o escopo do filme a uma escala cósmica, introduzindo os vilões Brainiac e Mister Mxyzptlk, assim como Supergirl. O plano original consistia em criar um cenário fraternal entre Brainiac e Supergirl e um romance entre ela e Superman, apesar da relação de parentesco entre ambos. A Warner Bros. rejeitou a ideia e produziu sua própria versão de Superman III, tendo como trama a tentativa de Gus Gorman (Richard Pryor) de deter Superman através da kryptonita. Apesar do sucesso comercial, fãs do super-herói ficaram decepcionados com a performance cômica de Richard Pryor, que diluiu o tom sério e dramático dos dois primeiros filmes. Além disso, houve também uma controvérsia sobre a versão má e egoísta de Superman.

### Superman IV: The Quest for Peace(1987)
A Cannon Films assumiu a frente de um quarto filme da franquia, tendo Christopher Reeve novamente como protagonista devido seu grande interesse por questões nucleares. Contudo, a Cannon decidiu enxugar o orçamento, passando de 35 milhões para 15 milhões de dólares, com efeitos especiais ruins e reedição pesada, o que contribuiu para a recepção pobre do filme. A Warner Bros. decidiu encerrar a franquia por conta do baixo rendimento destes dois últimos títulos.

## Filmes cancelados

### Superman V
Antes do fracasso de Superman IV: The Quest for Peace, a Cannon Films considerou produzir um quinto filme da série, tendo Albert Pyun como diretor. A falência da companhia resultou no repasse dos direitos de Superman à família Salkind. Ilya Salkind escreveu o roteiro para Superman V (também chamado Superman: The New Movie) com apoio de Cary Bates e Mark Jones no início da década de 1990. O roteiro descrevia a morte e ressurreição de Superman, predatando o lançamento de A Morte do Superman nos quadrinhos.

### Superman Reborn e Superman Lives
Com o sucesso de vendas e repercussão de A Morte do Superman nos quadrinhos, a Warner Bros. comprou os direitos de filmagem da família Salkind em 1993, entregando o projeto ao produtor Jon Peters que já havia produzido o filme Batman de Tim Burton. A companhia não desejava usar Superman: The New Movie e Peters contratou Jonathan Lemkin para escrever um novo roteiro. A Warner instituiu Lemkin a escrever o filme para grandes públicos, um estilo para a nova geração dos anos 1990. O estilo família do filme compara-se ao de Batman Forever. A maioria das produtoras de brinquedos infantis insistiu em ter acesso ao roteiro do filme antes da American Toy Fair de 1993.
O roteiro de Lemkin, intitulado Superman Reborn, gira em torno do relacionamento de Clark Kent e Lois Lane e o confronto de Superman com Doomsday. Quando Superman assume sua paixão por Lois, sua força vital gera em Lois uma gravidez virginal. O filho, que atinge 21 anos de idade em semanas, torna-se o Superman ressurreto e salva o mundo. A Warner não aprovou o roteiro por conta das similaridades com a temática de Bruce Wayne em Batman Forever.
Peters, então, contratou Gregory Poirier para reescrever o roteiro. O roteiro de Poirier descrevia Brainiac criando Doomsday através de sangue kriptoniano. Superman enfrenta crises com Lois Lane e procura um psiquiatra antes de ser morto pelo vilão. Um alienígena chamado Cadmus, vítima de Brainiac, rouba seu corpo. Superman é ressuscitado e junta-se a Cadmus na vingança contra Brainiac.
Posteriormente o roteiro chegou na mão do roteirista e diretor Kevin Smith, sendo fã de HQs, propôs mudanças, renomeou o título do filme para Superman Lives e reescreveu o roteiro a pedido do produtor Jon Peters em 1997. Peters fez sugestões duvidosas a Smith, como superman não poderia voar, não poderia usar uniforme, teria que lutar contra uma aranha gigante no 3º ato, Brainiac teria que lutar contra ursos polares perto Fortaleza da Solidão e queria que houvesse a presença de uma espécie de cachorro espacial para Luthor, similar a Chewie de Star Wars . O roteiro de Kevin Smith seria dirigido por Tim Burton e superman seria interpretado por Nicolas Cage.[carece de fontes?] A despeito das intervenções de Peters, Kevin Smith conseguiu concluir o roteiro, mas o produtor e Tim Burton não ficaram satisfeitos com o roteiro de Kevin Smith que foi demitido, outros roteiristas foram contratados e o filme chegou entrar em pré-produção na direção de Tim Burton, tendo consumido cerca de $50 milhões em gastos que inclui vários uniformes para superman (sendo um deles alienígena), testes de efeitos especiais de voo, artes conceituais e os próprios salários de Nicolas Cage e Tim Burton . Existe um documentário dedicado totalmente a esse filme cancelado chamado Death of Superman Lives: What Happened?.

## Superman Returns(2006)

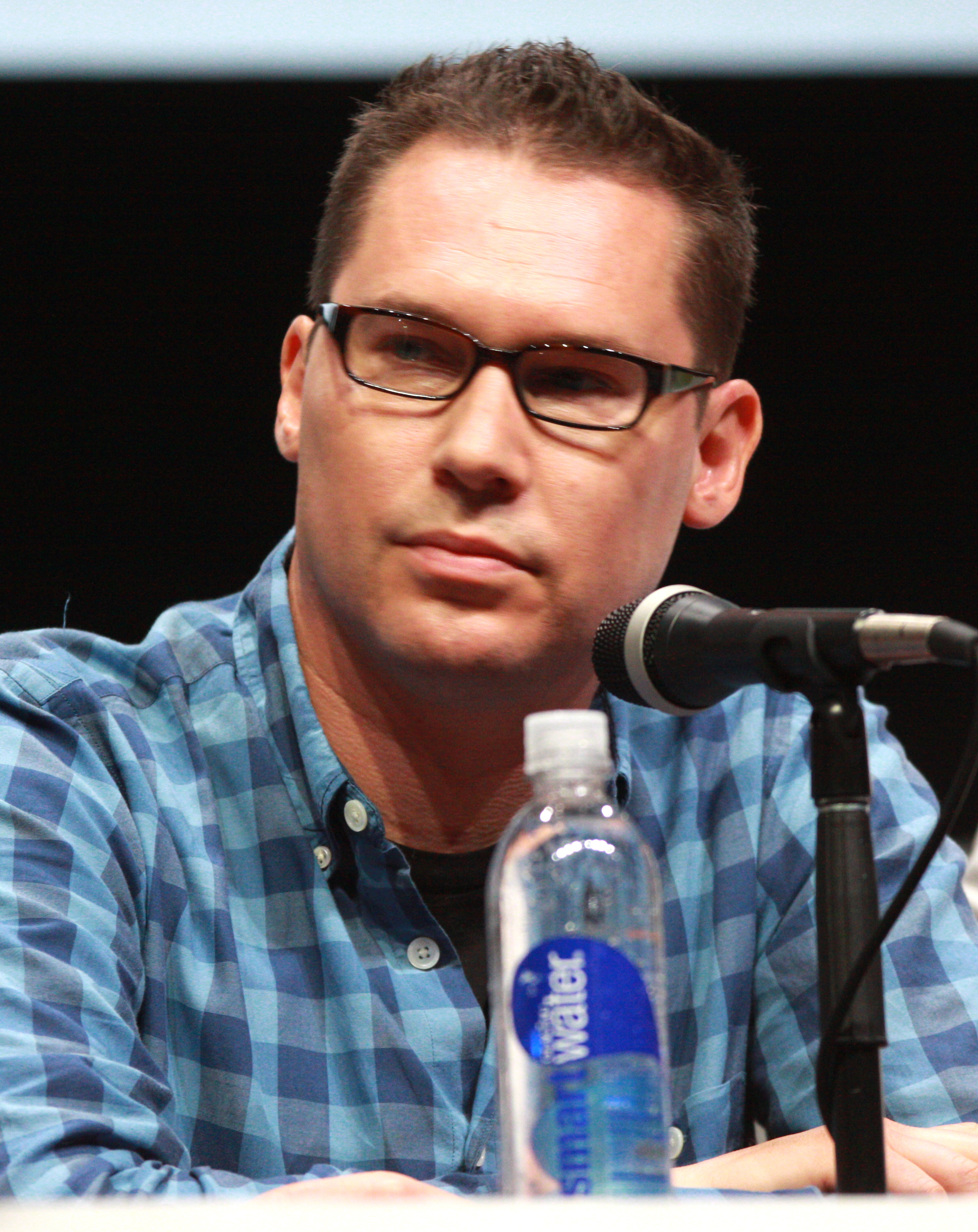
Bryan Singer, o diretor de Superman Returns.

Após a saída de Ratner e McG, Bryan Singer, alegadamente fã do filme de Richard Donner, foi contactado pela Warner Bros. Aceitando assumir a direção de um novo filme, Singer abandonou outros dois filmes já em fase de pré-produção: X-Men: The Last Stand (que viria a ser dirigido coincidentemente por Ratner) e um remake de Logan's Run. O filme se baseia nos eventos de Superman e Superman II como história de fundo, A trama retratada por Singer gira em torno do retorno de Superman à Terra após cinco anos de busca por sobreviventes de Krypton. O super-herói descobre, entre outros fatos, que em sua ausência Lois Lane havia tido um filho e estava comprometida. Singer deu continuidade à tendência de Donner ao contratar o até então desconhecido Brandon Routh como Superman (que relembra fisicamente Christopher Reeve) e atores mais conhecidos para os papéis secundários, como Kevin Spacey no papel de Lex Luthor. Além disso, trouxe toda sua equipe de X2 para a produção deste filme. Através de metragem digital de arquivos, o ator já falecido Marlon Brando reaparece como Jor-El, o pai biológico de Superman. Após o lançamento, Superman Returns recebeu avaliações geralmente positivas dos críticos. No entanto, o filme também tem recebido críticas mistas ao longo dos anos, com críticas focadas em sua duração, história e falta de sequências de ação. Enquanto um sucesso de bilheteria, a Warner Bros. esperava ter um lucro melhor.
Em fevereiro de 2006, quatro meses antes do lançamento de Superman Returns, a Warner Bros. anunciou o lançamento de sua sequência, tendo Bryan Singer como diretor novamente. Também foi esperado que Brandon Routh, Kate Bosworth, Kevin Spacey, Sam Huntington, Frank Langella e Tristan Lake Leabu reprisassem seus papéis. Contudo, após os resultados de crítica, a companhia decidiu abortar o projeto. Alan F. Horn, presidente da Warner Bros., explicou que Superman Returns foi um filme muito bem-sucedido, mas deveria ter arrecadado acima de 500 milhões de dólares em bilheterias. Singer reagiu incrédulo às queixas do estúdio, dizendo: "Esse filme ganhou US$ 400 milhões! Não sei o que constitui um desempenho insuficiente nos dias de hoje ..."  As filmagens supostamente seriam iniciadas em março de 2008; sem nenhum roteiro preparado, no entanto, mas com o título provisório de Man of Steel e os planos de incluir Darkseid como vilão principal. Singer já adiantara que esta sequência seria mais voltada para o gênero ação do que Superman Returns, enquanto o roteirista Michael Dougherty estava interessado em ter Brainiac como vilão.
Em 2007, a Warner Bros. encarregou Michele e Kieran Mulroney de escrever um roteiro para o roteiro de um filme da Liga da Justiça, interrompendo o desenvolvimento da sequência de Superman Returns. O roteiro de Justice League foi concluído em junho do mesmo ano, o que permitiria ao estúdio iniciar as gravações imediatamente. No mês seguinte, Singer assumiu a direção de Valkyrie no mês seguinte, e George Miller foi contratado para dirigir Justice League: Mortal. O roteiro incluía um Superman totalmente diferente em uma continuidade separada do filme de Singer; Routh não foi contactado para reprisar seu papel em Justice League: Mortal, e o papel acabou indo para D.J. Cotrona. A produção do filme chegou a ser iniciada em março de 2008, porém a Comissão de Cinema da Austrália processou a Warner Bros. por taxas de filmagens Com o cancelamento de Justice League: Mortal, Bryan Singer reafirmou seu interesse na sequência de Superman Returns no mesmo mês, afirmando que estava em desenvolvimento inicial. Paul Levitz, presidente da DC Comics, ainda esperava que Roth reprisasse o papel principal, mas o contrato de Routh para uma sequência expirou em 2009. "Superman Returns não funcionou como um filme da maneira que queríamos", admitiu Jeff Robinov, presidente de produção da Warner Bros., em agosto de 2008. O projeto acabou sendo cancelado.

## Universo Estendido DC

### Man of Steel(2013)

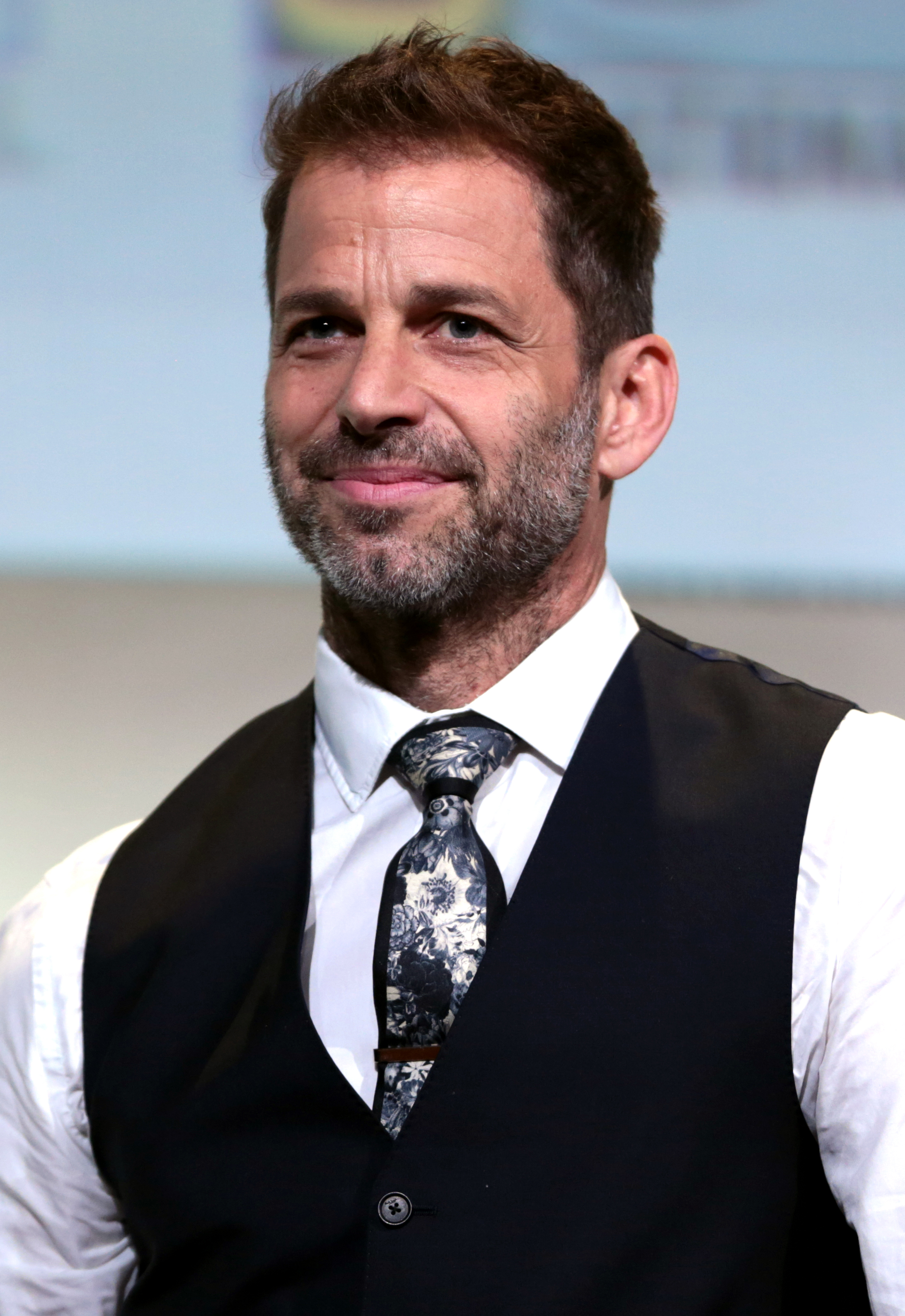
Zack Snyder reiniciou a franquia Superman no cinema, com Man of Steel.

Em junho de 2008, a Warner Bros. reuniu opiniões de escritores de quadrinhos, roteiristas e diretores sobre como reiniciar a série de filmes de Superman. Durante as discussões da história de The Dark Knight Rises, David S. Goyer, ciente dos planos da Warner Bros. de recomeçar a franquia Superman, comunicou a Christopher Nolan suas ideias sobre a adaptação do personagem a um contexto moderno. Impressionado com a idealização de Goyer, Nolan compartilhou-a pouco tempo depois com a companhia, que o contratou para produzir e Goyer para escrever o novo filme, devido ao grande sucesso de crítica e bilheteria de The Dark Knight. Nolan disse que admirou o trabalho de Singer em Superman Returns por sua conexão com a versão de Donner, e anteriormente usou o filme de 1978 como fonte de inspiração para Batman Begins, mas afirmou que o novo filme não teria qualquer relação com a série de filmes anterior. Zack Snyder foi contratado como diretor do filme em outubro de 2010. Em janeiro de 2011, Henry Cavill foi escalado como Superman. O filme se tornou um sucesso de bilheteria, mas teve um recepção mista da crítica.

### Batman v Superman: Dawn of Justice(2016)
Em junho de 2013, foi reportado que Snyder e Goyer estariam retornando para uma sequência de Man of Steel. Em julho, na San Diego Comic-Con, a Warner Bros anunciou que Superman e Batman se encontrariam pela primeira vez em um formato cinematográfico no filme. Em agosto, Ben Affleck foi escolhido como Bruce Wayne / Batman. Snyder sentiu que um Batman relativamente mais velho (Affleck) seria uma justaposição para um Superman mais jovem (Cavill). Em dezembro, Chris Terrio foi contratado para reescrever o roteiro de Goyer. Em maio de 2014, o título do filme foi revelado como Batman v Superman: Dawn of Justice. O filme também é inspirado por elementos narrativos do arco de história "A Morte do Superman". Apesar do filme ter ganho lucro, foi considerado um desapontamento de bilheteria por não atingir US$ 1 bilhão como esperado e recebeu críticas geralmente negativas.

### Liga da Justiça(2017)
Em junho de 2012, logo após a conclusão das filmagens de Man of Steel, a Warner Bros. contratou Will Beall para escrever o roteiro de um longa-metragem da Liga da Justiça. Com o lançamento de Man of Steel em junho de 2013, Goyer foi contratado para escrever um novo roteiro de Liga da Justiça, com o roteiro de Beall sendo descartado. Em abril de 2014, foi anunciado que Snyder retornaria como diretor. Em março de 2016, foi revelado que Terrio estaria escrevendo Liga da Justiça. Em 5 de fevereiro de 2016, Cavill anunciou nas mídias sociais que já havia começado a se exercitar para o filme antes do início das filmagens. Liga da Justiça está programado para ser lançado na América do Norte em 17 de novembro de 2017.

### Sequência deMan of Steelsem título definido
Em outubro de 2014, uma sequência de Man of Steel foi anunciada. Snyder revelou, em julho de 2015, que antes de Batman v Superman: Dawn of Justice ser planejado, houve discussão sobre quem seria o vilão de Man of Steel 2: "Me lembro de ter falado ‘Quem será o próximo vilão? Não podemos fazer outra invasão alienígena.’ Brainiac também estava sendo cotado, mas Metallo seria o principal ‘cara mal’ da sequência." Em junho de 2016, Russel Crowe confirmou que uma trilogia de Man of Steel foi originalmente planejada antes de ser descartada devido ao anúncio de Batman v Superman. Em agosto de 2016, foi informado que a Warner anunciou que a sequência seria uma prioridade para o estúdio e obter o tom certo para o personagem é de grande importância. A notícia de outro filme solo do Superman foi confirmada posteriormente por Dany Garcia, agente de Henry Cavill. Enquanto promovia Arrival, em novembro de 2016, Amy Adams confirmou que o roteiro do filme está sendo trabalhado.

## Universo DC

### Superman(2025)
Ao se tornar co-CEO da DC Studios em 1 de Novembro de 2022, Gunn já estava a escrever novos conteúdos DC na metade do mês. Em Dezembro, ele disse Superman ser uma grande prioridade, se não a maior para a DC Studios. Em seguida anunciando que estava escrevendo um novo filme do herói, com o potencial de também dirigir. Diferentemente de como no DCEU, Henry Cavill não estrelaria no papel, já que o roteiro se focava em uma versão mais jovem do personagem, o que foi um grande baque para os fãs já que o ator acabara de anunciar seu retorno no Instagram após um cameo na cena pós-créditos de Adão Negro. Quando Gunn e Safran revelaram os primeiros lançamentos do DCU em Janeiro de 2023, o projeto recebeu o título Superman: Legacy e a data de lançamento de 11 de julho de 2025, coincidentemente a data de aniversário do pai de James Gunn. Foi dado a entender que o tom do filme se inspiraria em All-Star Superman (2005–2008) por Grant Morrison e Frank Quitely. Em fevereiro de 2024, o filme foi renomeado para Superman.  m Mmrço, Gunn confirmou que além de escrever, também dirigiria, com Safran na produção. David Corenswet e Rachel Brosnahan foram respectivamente escalados como Kal-El / Clark Kent / Superman e Lois Lane em Junho. As filmagens estavammarcadas para começar em Jjneiro de 2024, em Atlanta.

### Supergirl(2026)
Em janeiro de 2023, James Gunn anunciou um filme independente apresentando a personagem Supergirl ambientada na nova franquia DCU, o filme se chamará Supergirl, inspirado na minissérie Supergirl: Woman of Tomorrow roteirizada por Tom King. Tanto Superman (2025) quanto Supergir farão parte do Capítulo 1 do DCU, intitulado Gods and Monsters. Em novembro, Ana Nogueira foi escolhida para escrever o roteiro. Em janeiro de 2024, Milly Alcock foi escalada como Supergirl.

## Elenco e personagens
| Personagem                      | Filmes com Christopher Reeve | Filmes com Christopher Reeve                                  | Filmes com Christopher Reeve | Filmes com Christopher Reeve            | Superman Returns (2006) | Universo Estendido DC | Universo Estendido DC                     | Universo Estendido DC  | DCU                 |
| Personagem                      | Superman (1978)              | Superman II (1980) Superman II: The Richard Donner Cut (2006) | Superman III (1983)          | Superman IV: The Quest for Peace (1987) | Superman Returns (2006) | Man of Steel (2013)   | Batman v Superman: Dawn of Justice (2016) | Liga da Justiça (2017) | Superman            |
| ------------------------------- | ---------------------------- | ------------------------------------------------------------- | ---------------------------- | --------------------------------------- | ----------------------- | --------------------- | ----------------------------------------- | ---------------------- | ------------------- |
| Kal-El / Clark Kent             | Christopher Reeve            | Christopher Reeve                                             | Christopher Reeve            | Christopher Reeve                       | Brandon Routh           | Henry Cavill          | Henry Cavill                              | Henry Cavill           | David Corenswet     |
| Lois Lane                       | Margot Kidder                | Margot Kidder                                                 | Margot Kidder                | Margot Kidder                           | Kate Bosworth           | Amy Adams             | Amy Adams                                 | Amy Adams              | Rachel Brosnahan    |
| Lex Luthor                      | Gene Hackman                 | Gene Hackman                                                  |                              | Gene Hackman                            | Kevin Spacey            |                       | Jesse Eisenberg                           |                        | Nicholas Hoult      |
| Jor-El                          | Marlon Brando                | Marlon Brando                                                 |                              |                                         | Marlon Brando           | Russell Crowe         |                                           |                        | Bradley Cooper      |
| Lara Lor-Van                    | Susannah York                | Susannah York                                                 |                              | Susannah York                           |                         | Ayelet Zurer          |                                           |                        | Angela Sarafyan     |
| Jonathan Kent                   | Glenn Ford                   |                                                               |                              |                                         |                         | Kevin Costner         | Kevin Costner                             |                        | Pruitt Taylor Vince |
| Martha Kent                     | Phyllis Thaxter              |                                                               |                              |                                         | Eva Marie Saint         | Diane Lane            | Diane Lane                                |                        | Neva Howell         |
| Perry White                     | Jackie Cooper                | Jackie Cooper                                                 | Jackie Cooper                | Jackie Cooper                           | Frank Langella          | Laurence Fishburne    | Laurence Fishburne                        |                        | Wendell Pierce      |
| Jimmy Olsen                     | Marc McClure                 | Marc McClure                                                  | Marc McClure                 | Marc McClure                            | Sam Huntington          |                       | Michael Cassidy                           |                        | Skyler Gisondo      |
| General Zod                     | Terence Stamp                | Terence Stamp                                                 |                              |                                         |                         | Michael Shannon       | Michael Shannon Greg Plitt                |                        |                     |
| Lana Lang                       | Diane Sherry                 |                                                               | Annette O'Toole              |                                         |                         | Jadin Gould           | Emily Peterson                            |                        |                     |
| Brad Wilson                     | Brad Flock                   |                                                               | Gavan O'Herlihy              |                                         |                         |                       |                                           |                        |                     |
| Non                             | Jack O'Halloran              | Jack O'Halloran                                               |                              |                                         |                         |                       |                                           |                        |                     |
| Ursa                            | Sarah Douglas                | Sarah Douglas                                                 |                              |                                         |                         | Antje Traue           |                                           |                        |                     |
| Eve Teschmacher                 | Valerie Perrine              | Valerie Perrine                                               |                              |                                         |                         |                       |                                           |                        | Sara Sampaio        |
| Otis Berg                       | Ned Beatty                   | Ned Beatty                                                    |                              |                                         |                         |                       |                                           |                        |                     |
| O Presidente dos Estados Unidos |                              | E.G. Marshall                                                 |                              |                                         |                         |                       | Patrick Wilson                            |                        |                     |

### Personagens secundários
| Superman - 1º Elder – Trevor Howard - 2º Elder – Harry Andrews - Vond-Ah – Maria Schell Superman II - Sheriff – Clifton James Superman III - Gus Gorman – Richard Pryor - Lorelei – Pamela Stephenson - Ross Webster – Robert Vaughn - Vera Webster – Annie Ross | Superman IV - David Warfield – Sam Wanamaker - Harry Howler – William Hootkins - Jean Pierre Dubois – Jim Broadbent - Lacy Warfield – Mariel Hemingway - Lenny Luthor – Jon Cryer - Nuclear Man – Mark Pillow Superman Returns - Jason White – Tristan Lake Leabu - Kitty Kowalski – Parker Posey - Richard White – James Marsden - Stanford – Kal Penn | Man of Steel - Coronel Nathan Hardy – Christopher Meloni - Dr. Emil Hamilton – Richard Schiff - Faora – Antje Traue - Tor-An – Richard Cetrone - Henry Ackerdson – Tahmoh Penikett - Sergeant Sedowsky – Alessandro Juliani - Steve Lombard – Michael Kelly - Whitney Fordman – Robert Gerdisch Batman v Superman - June Finch – Holly Hunter - Mercy Graves – Tao Okamoto |

## Recepção

### Desempenho nas bilheterias
| Filme                              | Data de lançamento     | Data de lançamento     | Bilheteria total | Bilheteria total                    | Bilheteria total   | Bilheteria total | Ref(s)        |
| Filme                              | Norte América          | Outros territórios     | Norte América    | Total quando ajustado para inflação | Outros territórios | Mundial          | Ref(s)        |
| ---------------------------------- | ---------------------- | ---------------------- | ---------------- | ----------------------------------- | ------------------ | ---------------- | ------------- |
| Superman                           | 15 de dezembro de 1978 | 15 de dezembro de 1978 | $134,218,018     | $$492,840,345                       | $166 milhões       | $300,218,018     | [ 64 ]        |
| Superman II                        | 19 de junho de 1981    | 4 de dezembro de 1980  | $108,185,706     | $314,463,864                        | $82.2 milhões      | $190,385,706     | [ 65 ] [ 66 ] |
| Superman III                       | 17 de junho de 1983    | 17 de junho de 1983    | $59,950,623      | $144,157,913                        | $20.2 milhões      | $80,150,623      | [ 66 ] [ 67 ] |
| Superman IV: The Quest for Peace   | 24 de julho de 1987    | 24 de julho de 1987    | $15,681,020      | $33,056,913                         | $21 milhões        | $36,681,020      | [ 66 ] [ 68 ] |
| Superman Returns                   | 28 de junho de 2006    | 28 de junho de 2006    | $200,081,192     | $237,699,627                        | $191 milhões       | $391,081,192     | [ 69 ]        |
| Man of Steel                       | 14 de junho de 2013    | 14 de junho de 2013    | $291,045,518     | $299,236,370                        | $377 milhões       | $668,045,518     |               |
| Batman v Superman: Dawn of Justice | 25 de março de 2016    | 25 de março de 2016    | $330,360,194     | $330,360,194                        | $542.3 milhões     | $872,662,631     |               |
| Total                              | Total                  | Total                  | $1,153,818,709   | $1,866,197,806                      | $1,399.7 milhão    | $2,553,521,146   |               |

### Crítica
| Filme                              | Rotten Tomatoes    | Metacritic       |
| ---------------------------------- | ------------------ | ---------------- |
| Superman                           | 94% (65 resenhas)  | 86 (11 resenhas) |
| Superman II                        | 85% (47 resenhas)  | 87 (11 resenhas) |
| Superman III                       | 24% (45 resenhas)  | 42 (9 resenhas)  |
| Superman IV: The Quest for Peace   | 12% (43 resenhas)  | 22 (10 resenhas) |
| Superman Returns                   | 75% (259 resenhas) | 72 (40 resenhas) |
| Man of Steel                       | 56% (318 resenhas) | 55 (47 resenhas) |
| Batman v Superman: Dawn of Justice | 27% (398 resenhas) | 44 (51 resenhas) |

## Coleções dos filmes
Os quatro primeiros filmes do Superman foram lançados anteriormente em VHS, e durante toda a história da série de filmes, os três box set dos filmes foram lançados pela Warner Bros. O primeiro ocorreu em 1 de maio de 2001, quando The Complete Superman Collection foi lançado tanto em DVD quanto em VHS, contendo os lançamentos em DVD /home video de Superman, Superman II, Superman III e Superman IV: The Quest for Peace. O box foi avaliado em US$ 49,99 para o lançamento em DVD e US$ 29,99 para o lançamento em VHS.
Os quatro filmes com Christopher Reeve foram lançados novamente em 28 de novembro de 2006, com novos lançamentos em DVD para coincidir com Superman Returns, também lançado naquele ano. Superman foi lançado em uma edição especial de quatro discos semelhante a Superman II, que foi lançado em uma edição especial de dois discos. Tanto o Superman III quanto IV foram lançados em "edições de luxo" de um único disco, e os quatro lançamentos estavam disponíveis juntos na  The Christopher Reeve Superman Collection, um box de 8 discos que foi avaliado em US$ 79,92.
Também em 28 de novembro de 2006, um box set em DVD de 14 discos, intitulado Superman Ultimate Collector's Edition, foi lançado, contendo Superman, Superman II, Superman II: The Richard Donner Cut, Superman III, Superman IV: The Quest for Peace, Superman Returns e o documentário Look, Up in The Sky: The Amazing Story of Superman. Todos os conteúdos do box foram alojados dentro de uma caixa de estanho. O box foi avaliado em US$ 99,92 e foi extremamente elogiado quando lançado pela primeira vez. No entanto, após apenas um dia no mercado, a Warner Bros. anunciou que houve dois erros descobertos dentro do box. O primeiro era que a faixa de áudio 2,0 em Superman era em vez disso a faixa de áudio 5.1 já no disco. O segundo foi que o disco de Superman III não era a edição de luxo de 2006 como anunciado, mas a versão de 2001 em vez disso. A Warner Bros. ofereceu um número gratuito para substituir os discos defeituosos por pessoas que já haviam compraram o box. Devido à demanda popular, um box corrigido foi lançado e a 'Superman Ultimate Collector's Edition voltou a armazenar prateleiras em 29 de maio de 2007.
Em 14 de outubro de 2008, outra coleção dos filmes do Superman com Christopher Reeve foi lançada, intitulada Superman: 4 Film Favorites, contendo os quatro filmes, mas com muito menos material bônus do que os boxes anteriores. A coleção incluiu o primeiro disco de ambas as edições especiais do lançamento de 2006 e as duas edições de luxo.
Em 1 de abril de 2011, foi anunciado que toda a antologia do Superman estaria a caminho para Blu-ray pela primeira vez. O box set foi lançado em 7 de junho de 2011.